# كينيث أوت
كينيث أوت (بالإنجليزية: Kenneth Utt)‏ هو منتج أفلام وممثل أمريكي، ولد في 13 يوليو 1921 في الولايات المتحدة، وتوفي في 19 يناير 1994 بنيويورك في الولايات المتحدة. من الجوائز التي نالها جائزة الأوسكار لأفضل فيلم عن عمل صمت الحملان.

## أعمال

### أفلام
- (1979) كل هذا الجاز
- (1991) صمت الحملان[3][4]
- (1993) فيلادلفيا[5]

## جوائز
- جائزة الأوسكار لأفضل فيلم، عن عمل: صمت الحملان

## وصلات خارجية
- كينيث أوت على موقع IMDb (الإنجليزية)
- كينيث أوت على موقع قاعدة بيانات برودواي على الإنترنت (الإنجليزية)
- كينيث أوت على موقع قاعدة بيانات برودواي على الإنترنت (الإنجليزية)
- كينيث أوت على موقع قاعدة بيانات الفيلم (الإنجليزية)